# Pseudaleucis
Pseudaleucis is een geslacht van vlinders van de familie spanners (Geometridae), uit de onderfamilie Ennominae.

## Soorten
- P. irrorata Butler, 1882
- P. misera Butler, 1882
- P. oyarzuni Bartlett-Calvert, 1893